# Luberta
Luberta là một chi bướm đêm thuộc họ Erebidae.